# یونایتد رنتالز
یونایتد رنتالز (انگلیسی: United Rentals) شرکت اجاره تجهیزات آمریکایی است، که در سال ۱۹۹۷ تأسیس شد.